# Ghana en los Juegos Olímpicos de Múnich 1972
Ghana estuvo representada en los Juegos Olímpicos de Múnich 1972 por un total de 35 deportistas que compitieron en 3 deportes.  
El portador de la bandera en la ceremonia de apertura fue el atleta Sam Bugri.

## Medallistas
El equipo olímpico ghanés obtuvo las siguientes medallas:
| Nombre         | Deporte | Competición     |
| -------------- | ------- | --------------- |
| Bronce         |         |                 |
| Prince Amartey | Boxeo   | Medio (75 kg) M |